# Тернове (Кропивницький район)
Тернове́ — село в Україні, у Компаніївській селищній громаді Кропивницького району Кіровоградської області. Населення становить 468 осіб. До 2020 орган місцевого самоврядування — Першотравенська сільська рада.

## Назва
19 вересня 2024 року Верховна Рада підтримала перейменування села Першотравенка на Тернове. 26 вересня 2024 року перейменування набуло чинності.

## Географія
У селі бере початок Балка Бузова.

## Населення
Згідно з переписом УРСР 1989 року чисельність наявного населення села становила 489 осіб, з яких 214 чоловіків та 275 жінок.
За переписом населення України 2001 року в селі мешкало 467 осіб.

### Мова
Розподіл населення за рідною мовою за даними перепису 2001 року:
| Мова       | Відсоток |
| ---------- | -------- |
| українська | 93,59 %  |
| російська  | 4,27 %   |
| вірменська | 1,92 %   |
| молдовська | 0,21 %   |

## Постаті
- Тимофієв Ілля Миколайович (1973—2017) — старший солдат Збройних сил України, учасник російсько-української війни.